# Théorème de Pitot

AB + CD = (a + b) + (c + d) =
(a + d) + (b + c) = AD + BC.

En géométrie, le théorème de Pitot, démontré en 1725 par l'ingénieur français Henri Pitot, énonce que si un quadrilatère est circonscriptible (c'est-à-dire si ses quatre côtés sont tangents à un même cercle), alors la somme des longueurs de deux côtés opposés est égale à la somme des deux autres.
Pour le démontrer, il suffit de décomposer ces quatre longueurs, selon les points de contact, en huit longueurs égales deux à deux . Pitot démontra la propriété analogue pour un polygone circonscriptible à un nombre pair de sommets, et l'étendit à un nombre impair de sommets.
La réciproque fut démontrée par Jakob Steiner en 1846.